# Głuchoniemota
Głuchoniemota – niezdolność prawidłowego mówienia lub znaczne opóźnienie rozwoju mowy spowodowane wrodzoną bądź nabytą w okresie wczesnego dzieciństwa utratą zmysłu słuchu